# 쌍우물로
쌍우물로(Ssangumul-ro)는 인천광역시 동구 화수1화평동과 화수동에 있는 인천광역시도로, 총 연장은 0.637 km이다. 이름이 유래된 것은 화도진지에 주둔하고 있었던 병사들이 먹던 우물 터를 인용하여 제명되었다.

## 역사
- 2009년 11월 3일 : 도로명으로 쌍우물로를 고시

## 주요 경유지
- 동구
  - 화수1화평동 - 화수2동

## 접촉하는 도로
- 송화로
- 제물량로

## 주요 건물 및 시설
- 상명교회 (쌍우물로 48/화수동 269-8)
- 성현아트빌 A동 (쌍우물로 68/화수동 180-3)
- 성현아트빌 B동 (쌍우물로 70/화수동 180-2)
- 젤라하이츠빌라 (쌍우물로 81/화수동 88)
- 동은빌라 (쌍우물로 86/화수동 99-1)
- 대한아트빌라 (쌍우물로 98/화수동 73)
- 진주빌라 (쌍우물로 102/화수동 34-51)
- 화수맨션 (쌍우물로 116/화수동 8-39)